# Thomas Wilson (Rhetoriker)

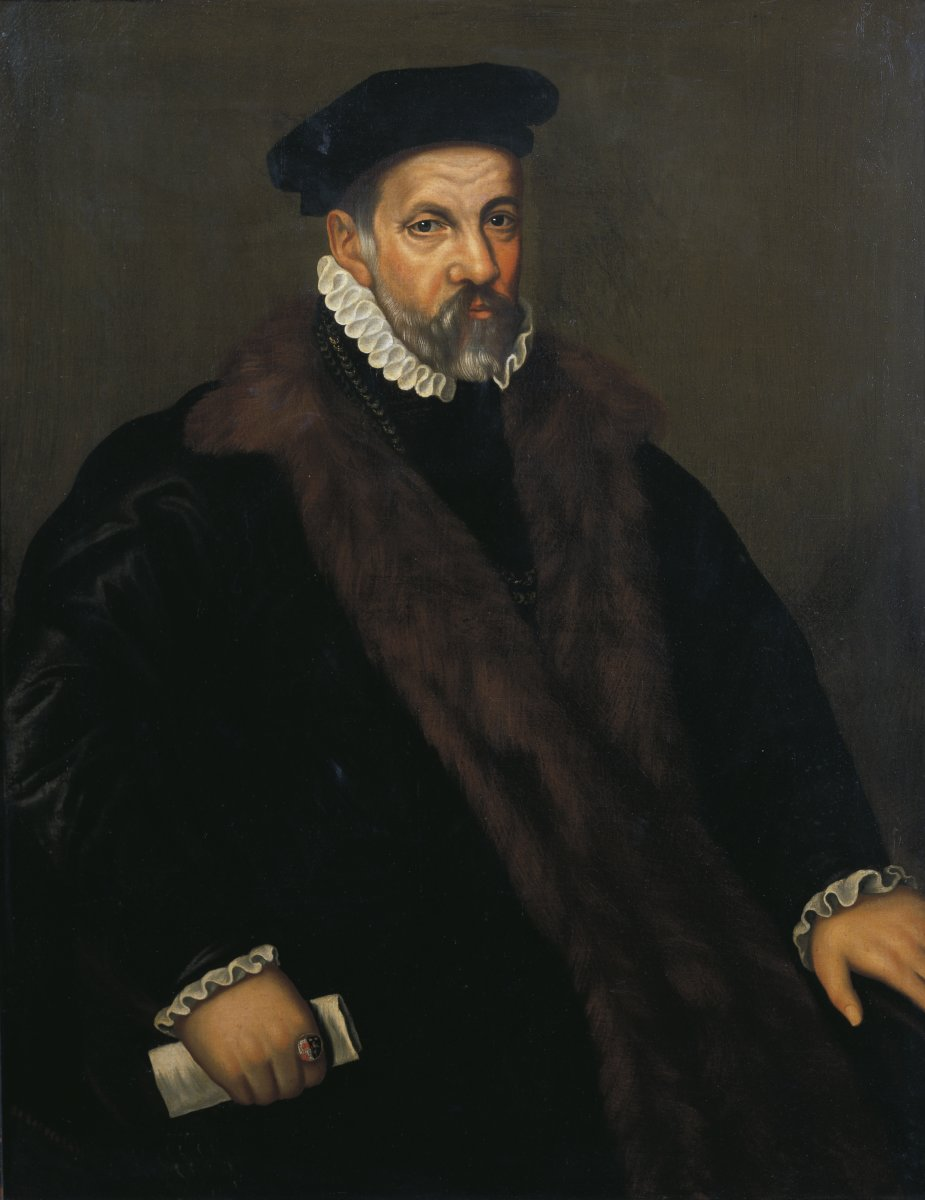
Thomas Wilson (Kopie eines Porträts aus dem 16. Jahrhundert)

Esquire Thomas Wilson, LL.D. (* zwischen August 1523 und Januar 1524 in der Grafschaft Lincolnshire; † 16. Juni 1581 in London) war ein englischer Humanist, Protestant, Diplomat und Richter, Mitglied des Geheimrats und Secretary of State von Königin Elizabeth I. Heute ist er in Großbritannien vor allem als der Autor des ersten Buches über die Logik in englischer Sprache (1551) und der darauffolgenden englischsprachigen Abhandlung über die Rhetorik (1553) bekannt.

## Biografie
Thomas Wilson war der Sohn eines wohlhabenden Farmers (Yeoman) gleichen Namens und seiner Frau Anne Cumberworth aus dem Dorf Strobie (heute Strubby). Sein genauer Geburtsort (Strobie oder Lincoln) ist nicht bekannt, da Wilson seine ländliche Herkunft später bewusst verschwieg. Das Geburtsdatum lässt sich anhand verlässlicher Registereinträge auf den Zeitraum zwischen August 1523 und dem Januar 1524 eingrenzen. In Wilsons Jugend fand 1536 mit der Pilgrimage of Grace ein Aufstand der mehrheitlich katholischen Bevölkerung Nordenglands gegen die Religionspolitik König Heinrichs VIII. statt, der für ihn ein prägendes Ereignis gewesen sein muss. Von den darauf folgenden Repressionen waren die Wilsons als königstreue protestantische Untertanen aber nicht betroffen. Durch die Freundschaft seines Vaters mit dem Herzog von Suffolk und dem Sheriff von Lincolnshire Edward Dymoke wurde Thomas Wilson durch deren Protektion am prestigeträchtigen Eton College aufgenommen, das unter der Leitung von Nicholas Udall betrieben wurde.

### Akademische Laufbahn in Cambridge
Im Oktober 1542 (Michaelmas term) wechselte Thomas Wilson als einer der besten Schüler aus Eton an das King’s College in Cambridge. Dort konnte er bis zu dessen Berufung als königlicher Privatlehrer im Jahr 1544 die Vorlesungen von John Cheke über die Altgriechische Sprache besuchen. Er gehörte wie Thomas Smith und Walter Haddon zur hellenistischen Faktultät des Kings College. 1546 wurde er Bachelor of Arts und 1549 Master of Arts. Mit dieser Ausbildung wurde Wilson Tutor der beiden Söhne des Herzogs von Suffolk Charles Brandon (1535–1551) und Henry Brandon (1537–1551) und unterrichtete sie in Latein, Griechisch und Italienisch. Nach dem durch die Pest hervorgerufenen unerwarteten Tod der beiden Söhne hatte er als ihr ehemaliger Tutor zusammen mit Walter Haddon die Aufgabe, ihre Tugenden in der Schrift Vita et Obitus Duorum Fratrum Soffolciesium zu verkünden, wodurch ein von ihm verfasster Text erstmals einer breiteren Öffentlichkeit bekannt wurde.
Auf Anregung von Richard Grafton, von 1547 bis 1553 königlicher Buchdrucker, begann Wilson noch vor dem Tod der beiden Söhne des Herzogs von Suffolk damit, ein Handbuch der Logik zu verfassen. Zeitgleich versuchte auch Ralph Lever ein ähnliches Projekt durchzuführen, Wilson konnte jedoch durch die Unterstützung Graftons als erster ein Werk über die Logik in Englischer Sprache veröffentlichen. Es war zu großen Teilen abgeleitet aus dem in Latein verfassten Manuskripts Dialectica des katholischen Priesters John Seton über die Logik des Aristoteles, das in Cambridge unter den Studenten zirkulierte. Den Mangel an inhaltlicher Originalität machte Wilson durch eine treffende Veranschaulichung und klare Darlegung anhand sekularer Beispiele wett, die dazu angehalten waren, den Leser an das Thema zu fesseln. Im Januar 1553 veröffentlichte Wilson mit Hilfe der Druckerei Graftons nach zweijähriger Vorbereitungszeit mit The Arte of Rhetorique sein bekanntestes Werk, das das früheste bekannte umfassende Werk über die Rhetorik und Literaturkritik in englischer Sprache ist.

### Exil in Italien
Mit dem Tod von Eduard VI., dessen Reformen die anglikanische Kirche in die Nähe des protestantischen Bekenntnisses gebracht hatten, begann mit der Thronbesteigung seiner Nachfolgerin Maria I. Königin von England eine Phase der Rekatholisierung. Die Herrschaft Marias I. war mit Repressionen gegen die Anhänger der protestantischen Glaubensrichtung verbunden. Die Hinrichtung John Dudleys im August 1553, für dessen Sohn John Dudley jr. Wilson nach dem Tod der Brandon-Brüder als Tutor gewirkt hatte, war das Signal für viele der bekannten Verfechter des britischen Protestantismus vor der drohenden religiösen Verfolgung in das Exil auf den europäischen Kontinent zu fliehen. Wilson verließ das Königreich England wahrscheinlich im Winter 1553, spätestens im Frühling 1554. Er reiste in die italienische Stadt Padua an der dortigen Universität ein Studium der Rechtswissenschaften zu beginnen. Außer Wilson befand sich ein kleiner Kreis englischer protestantischer Flüchtlinge um John Cheke in der Stadt.
Nachdem dieser Kreis sich im Laufe des Jahres 1556 aufgelöst hatte, reiste Wilson aus eigenem Antrieb nach Rom, um dort selbst die politischen Schwächen des Papstes zu untersuchen. Um eine Audienz bei Papst Paul IV. zu erhalten, überbrachte er im November 1557 Korrespondenz von Kardinal William Peto an den Papst. Der katholische Diplomat Edward Carne meldete Wilsons Anwesenheit in Rom an Maria I., die ihn daraufhin am 17. März 1558 zur umgehenden Rückkehr nach England aufforderte. Als Wilson, der sich in Rom sicher fühlte, dieser Aufforderung nicht nachkam, wurde er von Edward Carne bei der römischen Inquisition angezeigt und wenig später inhaftiert. Wilson verblieb über ein Jahr im Gewahrsam der Inquisition, wobei er verhört und auch gefoltert worden ist. In den Wirren, die nach dem Tod von Paul IV. am 18. August 1559 in Rom ausbrachen und die sich zu Wilsons Glück hauptsächlich gegen die päpstliche Inquisition richteten, wurde Wilson von römischen Bürgern befreit und konnte nach Ferrara fliehen. Dort schloss er sein Jurastudium am 29. November 1559 ab.
In der Zwischenzeit hatte am 17. November 1558 Elisabeth I. den englischen Thron bestiegen und machte die Religionspolitik ihrer Vorgängerin wieder rückgängig. Dadurch konnte Wilson sein Exil beenden und im Sommer 1560 nach England zurückkehren.

### Politische Karriere
Nach seiner Rückkehr nach London heiratete Wilson die Schwester des Admirals William Wynter und begann seine politische Karriere, die er zunächst im Wesentlichen der Fürsprache des Erzbischofs Matthew Parker verdankte. Zunächst wurde Wilson 1560 Leiter des College Stoke-by-Clare. Im nächsten Jahr wurde er zum Master of Requests, dem Vorsitzenden des Court of Requests, einem weniger bedeutenden Equity-Gerichtshof Englands. Außerdem wurde er zum Leiter des St Katherine’s Hospital im Tower of London. Mit dieser Basis konnte Wilson in den folgenden Jahren weiter an Einfluss und Ruf gewinnen. 1563 erhielt Wilson für Mitchell (Cornwall) erstmals einen Sitz im House of Commons. Seine Tätigkeit im Parlament brachte Wilson im Laufe der folgenden Jahre die Aufmerksamkeit von Königin Elisabeth I. ein, die ihn 1567 als Botschafter nach Portugal entsandte. In den Jahren 1571 und 1572 wurde Wilson für die City of London in das Unterhaus gewählt.
In den Jahren von 1574 bis 1577 war Wilson als Botschafter in den Niederlanden tätig, was angesichts des laufenden Achtzigjährigen Krieges und dem sich immer weiter verschärfenden Englisch-Spanischen Konfliktes ein sehr wichtiger außenpolitischer Posten für das Königreich England war. Neben dem Schutz englischer Handelsinteressen war er mit Verhandlungen bei den Kriegsparteien und der Verfolgung englischer katholischer Dissidenten befasst. Wilson bediente sich hierbei eines Spionagenetzwerkes englischer Auswanderer. Durch seine Arbeit sah er voraus, dass die blutigen Gefechte in den Niederlanden nur das Vorspiel des direkten englisch-spanischen Konfliktes waren. Nach seiner Rückkehr wurde er Mitglied des Privy Council und zusammen mit Francis Walsingham 2. Staatssekretär der Königin von England.
Für seine Dienste wurde Wilson im Jahr 1580 mit dem Amt des Dekans der Kathedrale von Durham belohnt. Im Jahr 1581 wurde seine Gesundheit so schlecht, dass er selbst in das St. Katherine’s Hospital in London eingeliefert werden musste. Dort verstarb er am 16. Juni 1581 und wurde am nächsten Tag gemäß seines Testaments ohne größere Zeremonien beigesetzt.

## Werke
- Vita et Obitus Duorum Fratrum Soffolciesium, (eng. Life of Henry and Charles Brandon, dukes of Suffolk) (1551), zusammen mit Walter Haddon
- The Rule of Reason, conteinynge the Arte of Logique set forth in Englishe (1551)
- The Arte of Rhetorique (1553) online
- Discourse upon Usury (1572)

### Übersetzungen
- Olynthiacs and Philippics von Demosthenes (1570)